# Antonov An-8
Antonov An-8 (tên ký hiệu của NATO: "Camp") là một máy bay vận tải quân sự hai động cơ turbin phản lực cánh quạt hạng nhẹ được phát triển vào đầu thập niên 1950 và được chế tạo tại nhà máy GAZ-34 ở Tashkent. Loại máy bay này ngừng hoạt động trong các nhiệm vụ quân sự tiền tuyến vào thập niên 1970 và rất nhiều chiếc được chuyển cho hãng hàng không Aeroflot. Một số máy bay đã được phát hiện đang hoạt động ở Châu Phi, dù Antonov đã rút giấy phép chứng nhận bay của loại máy bay này vào năm 2004, như vậy kết thúc bất kỳ việc sử dụng máy bay hợp pháp nào đối với loại máy bay này.

## Các quốc gia sử dụng
Sri Lanka
- Sky Cabs

 Singapore
- Air Mark

 Liên Xô
- Aeroflot
- Không quân Xô viết

 UAE
- Air Cess
- Santa Cruz Imperial

## Thông số kỹ thuật (Antonov An-8)

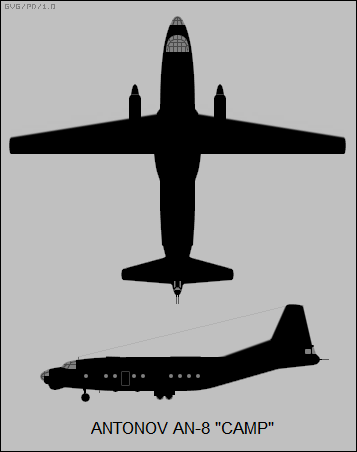
Аn-8

### Đặc điểm riêng
- Phi đoàn: 6
- Sức chứa: 48 người
- Chiều dài: 100 ft 10 in (30.74 m)
- Sải cánh: 121 ft 4 in (37 m)
- Chiều cao: n/a
- Diện tích cánh: 117.2 m² (1261.53 ft²)
- Trọng lượng rỗng: 24400 kg (53793 lb)
- Trọng lượng cất cánh: n/a
- Trọng lượng cất cánh tối đa: 43400 kg (95681 lb)
- Động cơ: 2× động cơ turbin phản lực cánh quạt Progress AI-20D, 4.190 hp (3.863 kW) mỗi chiếc

### Hiệu suất bay
- Vận tốc cực đại: 520 km/h (323 mph)
- Vận tốc hành trình: 450 km/h (280 mph)
- Tầm bay: 1000 km (621 dặm) với tối đa tải, 3900 km (2423 dặm) với tối đa nhiên liệu
- Trần bay: 9600 m 31500 ft
- Vận tốc lên cao:
- Lực nâng của cánh:
- Lực đẩy/trọng lượng:

### Vũ khí
- 2× pháo 23 mm ở đuôi.

## Các biến thể

### Izdeliye D:
Là tên nội bộ được Phòng Thiết kế Thí nghiệm Antonov (Antonov OKB) sử dụng trong phiên bản đầu tiên.

### Izdeliye N:
Là tên nội bộ được Phòng Thiết kế Thí nghiệm Antonov (Antonov OKB) sử dụng cho phiên bản chở khách thân tròn với sức chứa 57 hành khách.

### An-8:
Là tên gọi chính thức khi ra mắt.

### An-8M:
Hậu tố M là viết tắt của Morskoy - Hải quân. Đây là phiên bản dành riêng cho Tác chiến Chống ngầm.

### An-8T:
Hậu tố T là viết tắt của Toplivovoz - Bồn chứa. Đây là phiên bản được thiết kế cho các nhiệm vụ chở nhiên liệu lỏng, bao gồm nhiên liều cho ô tô, máy bay, tên lửa. Biến thể này mang theo 2 bồn chứa, mỗi bồn có dung tích 5,300 lít (1100 gallon) cho việc chuyên chở nhiên liệu. Ngoài ra còn có thể hay thế bằng 1 bồn chứa 5000 lít để chở các chất lỏng có tính oxi hóa cao như Acid Nitric khói đỏ (RFNA), Acid  Nitric hoặc Oxi lỏng.

### An-8RU:
Hậu tố RU là viết tắt của Raketnymi Ooskoritelyami - Tên lửa đẩy. Phiên bản được thử nghiệm năm 1964, được gắn thêm 2 tên lửa đẩy, tăng giới hạn khối lượng khi cất cánh (MTOW) lên 42 tấn (93,000 lb). Tuy nhiên sau đó, dự án này đã bị hủy bỏ do xảy ra một số sự cố.

### An-8Sh:
Hậu tố Sh là viết tắt của Shtoormanskiy - Hoa tiêu. Đây là biến thể được thiết kế riêng cho việc huấn luyện hoa tiêu trên máy bay.

### An-8PS:
Hậu tố PS là viết tắt của Poiskovo-Spasahtel'nyy - Tìm kiếm và Cứu nạn. Đây là biến thể cho các nhiệm vụ cứu nạn cứu hộ trên biển.

## Nội dung liên quan

### Trình tự thiết kế
Antonov An-4 - Antonov An-6 - Antonov An-8 - Antonov An-10 - Antonov An-12 - Antonov An-14